# Trzciana (gromada w powiecie bocheńskim)
Trzciana – dawna gromada, czyli najmniejsza jednostka podziału terytorialnego Polskiej Rzeczypospolitej Ludowej w latach 1954–1972.
Gromady, z gromadzkimi radami narodowymi (GRN) jako organami władzy najniższego stopnia na wsi, funkcjonowały od reformy reorganizującej administrację wiejską przeprowadzonej jesienią 1954 do momentu ich zniesienia z dniem 1 stycznia 1973, tym samym wypierając organizację gminną w latach 1954–1972.
Gromadę Trzciana z siedzibą GRN w Trzcianie utworzono – jako jedną z 8759 gromad na obszarze Polski – w powiecie bocheńskim w woj. krakowskim, na mocy uchwały nr 18/IV/54 WRN w Krakowie z dnia 6 października 1954. W skład jednostki weszły obszary dotychczasowych gromad Trzciana, Leszczyna, Łąkta Dolna i Ujazd ze zniesionej gminy Trzciana w tymże powiecie. Dla gromady ustalono 27 członków gromadzkiej rady narodowej.
31 grudnia 1961 do gromady Trzciana przyłączono obszar zniesionej gromady Kamionna.
Gromada przetrwała do końca 1972 roku, czyli do kolejnej reformy gminnej. 1 stycznia 1973 utworzono gminę Trzciana-Żegocina z siedzibą w Żegocinie (w latach 1977-94 pod nazwą gmina Żegocina).
Do funkcji administracyjnych Trzciana powróciła dopiero 30 grudnia 1994, kiedy to reaktywowano zniesioną w 1954 roku gminę Trzciana.